# Billbergia zebrina
Billbergia zebrina är en gräsväxtart som först beskrevs av Herb., och fick sitt nu gällande namn av John Lindley. Billbergia zebrina ingår i släktet Billbergia och familjen Bromeliaceae. Inga underarter finns listade i Catalogue of Life.